# 刘胜 (中将)
刘胜（1956年2月—），男，湖南茶陵人，生于福建福州，中国人民解放军中将，曾任中央军事委员会装备发展部副部长。

## 生平
刘胜祖籍湖南茶陵县七地乡。西北工业大学航空发动机专业研究生毕业，2005年任总装备部军兵种装备部部长，2007年任总装备部综合计划部部长，2009年任总装备部副部长。2016年，任新成立的中央军事委员会装备发展部副部长。
2011年7月晋升为中国人民解放军中将。
中华人民共和国第十一届全国人民代表大会代表，中国共产党第十八届中央委员会候补委员。

## 家庭
父亲是开国中将刘培善，母亲是上海市人大常委会原副主任左英，哥哥是中将刘晓榕。